# Chrysotus javanensis
Chrysotus javanensis är en tvåvingeart som beskrevs av Meijere 1916. Chrysotus javanensis ingår i släktet Chrysotus och familjen styltflugor. Inga underarter finns listade i Catalogue of Life.